# Premio Erasmus
El Premio Erasmus (Praemium Erasmianum) es un galardón que distingue a las personas o instituciones que hayan aportado una contribución relevante en la construcción de Europa. Es concedido anualmente por la Praemium Erasmianum Foundation, institución cultural neerlandesa fundada por el príncipe Bernardo el 23 de junio de 1958 que desempeña su labor en el campo de las humanidades, ciencias sociales y las artes.
La Fundación entrega los Premios Erasmus y organiza actividades culturales alrededor de la ceremonia anual de entrega de los premios. El Comité de la Fundación está integrado por miembros de la cultura holandesa, instituciones académicas y empresas. Su Alteza Real el Príncipe de Orange es el Patrón de la Fundación. Los galardones se deciden a principios de año, hacia febrero, y se conceden en el mes de noviembre, en una ceremonia oficial celebrada en el Palacio Real de Ámsterdam. Los premios valoran la importancia de la tolerancia, multiculturalidad y pensamiento crítico no dogmático.
La cuantía del premio en el año 2007 fue de 150 000 euros.

## Galardonados con el Premio Erasmus
| Año  | Premiado                                     | Actividad                                   | Nacionalidad         |
| ---- | -------------------------------------------- | ------------------------------------------- | -------------------- |
| 1958 | Pueblo de Austria                            | -                                           | Austria              |
| 1959 | Robert Schuman (1886-1963)                   | Político                                    | Francia              |
| 1959 | Karl Jaspers (1883-1969)                     | Filósofo                                    | Alemania             |
| 1960 | Marc Chagall (1887-1985)                     | Pintor                                      | Francia              |
| 1960 | Oskar Kokoschka (1886-1980)                  | Pintor                                      | Austria              |
| 1962 | Romano Guardini (1885-1968)                  | Teólogo                                     | Italia               |
| 1963 | Martin Buber (1878-1965)                     | Filósofo                                    | Israel               |
| 1964 | Union Académique Internationale              | -                                           | -                    |
| 1965 | Charles Chaplin (1889-1977)                  | Director de cine                            | Reino Unido          |
| 1965 | Ingmar Bergman (1918-2007)                   | Director de cine                            | Suecia               |
| 1966 | Herbert Read (1893-1968)                     | Escritor                                    | Reino Unido          |
| 1966 | Rene Huyghe (1906-97)                        | Historiador                                 | Francia              |
| 1967 | Jan Tinbergen (1903-94)                      | Economista                                  | Países Bajos         |
| 1968 | Henry Moore (1898-1986)                      | Escultor                                    | Reino Unido          |
| 1969 | Gabriel Marcel (1889-1973)                   | Escritor                                    | Francia              |
| 1969 | Carl Friedrich Von Weizsacker (1912-2007)    | Físico                                      | Alemania             |
| 1970 | Hans Scharoun (1893-1972)                    | Arquitecto                                  | Alemania             |
| 1971 | Olivier Messiaen (1908-92)                   | Compositor                                  | Francia              |
| 1972 | Jean Piaget (1896-1980)                      | Psicoanalista                               | Suiza                |
| 1973 | Claude Lévi-Strauss (1908-2009)              | Antropólogo                                 | Francia              |
| 1974 | Ninette de Valois (1898-2001)                | Coreógrafa                                  | Irlanda              |
| 1974 | Maurice Béjart (1927-2007)                   | Coreógrafo                                  | Francia              |
| 1977 | Werner Kaegi (1901-1979)                     | Historiador                                 | Suiza                |
| 1977 | Jean Monnet (1888-1979)                      | Economista                                  | Francia              |
| 1978 | Puppet Theatre                               | -                                           | -                    |
| 1979 | Die Zeit - Neue Zurcher Zeitung              | Periódicos alemán y suizo                   | Alemania - Suiza     |
| 1980 | Nikolaus Harnoncourt (1929-2016)             | Director de orquesta                        | Austria              |
| 1980 | Gustav Leonhardt (1928-2012)                 | Director de orquesta                        | Países Bajos         |
| 1981 | Jean Prouvé (1901-84)                        | Arquitecto                                  | Francia              |
| 1982 | Edward Schillebeeckx (1914 - 2009)           | Teólogo                                     | Bélgica              |
| 1983 | Raymond Aaron (1905-83)                      | Filósofo                                    | Francia              |
| 1983 | Isaiah Berlin (1909-97)                      | Filósofo                                    | Reino Unido          |
| 1983 | Leszek Kolakowski (1927-2009)                | Filósofo                                    | Polonia              |
| 1983 | Marguerite Yourcenar (1903-87)               | Escritora                                   | Francia              |
| 1984 | Massimo Pallottino (1909-95)                 | Arqueólogo                                  | Italia               |
| 1985 | Paul Delouvrier (1914-95)                    | Político                                    | Francia              |
| 1986 | Vaclav Havel (1936-2011)                     | Escritor                                    | República Checa      |
| 1987 | Alexander King (1909-2007)                   | Erudito de la música                        | -                    |
| 1988 | Jacques Ledoux (1922-88)                     | Director de cine                            | Bélgica              |
| 1989 | Comisión Internacional de Juristas           | -                                           |                      |
| 1990 | Grahame Clarke (1907-95)                     | Arqueólogo                                  | Reino Unido          |
| 1991 | Bernard Haitink (1929-2021)                  | Director de orquesta                        | Países Bajos         |
| 1992 | Archivo General de Indias                    | -                                           | España               |
| 1992 | Simon Wiesenthal (1908-2005)                 | Humanista                                   | Austria              |
| 1993 | Peter Stein (1937)                           | Escritor                                    | Alemania             |
| 1994 | Sigmar Polke (1941-2010)                     | Pintor                                      | Alemania             |
| 1995 | Renzo Piano (1937)                           | Arquitecto                                  | Italia               |
| 1996 | William H. McNeill (1917-2016)               | Historiador                                 | Canadá               |
| 1997 | Jacques Delors (1925)                        | Político                                    | Francia              |
| 1998 | Mauricio Kagel (1931-2008)                   | Compositor                                  | Argentina - Alemania |
| 1998 | Peter Sellars (1957)                         | Director teatral                            | Estados Unidos       |
| 1999 | Mary Robinson (1944)                         | Político                                    | Irlanda              |
| 2000 | Hans Van Manen (1932)                        | Coreógrafo                                  | Países Bajos         |
| 2001 | Adam Michnik (1946)                          | Historiador, ensayista, publicista político | Polonia              |
| 2001 | Claudio Magris (1939)                        | Escritor                                    | Italia               |
| 2002 | Bernd y Hilla Becher (1931-2007 y 1934-2015) | Fotógrafos                                  | Alemania             |
| 2003 | Alan Davidson (1924-2003)                    | Historiador                                 | Reino Unido          |
| 2004 | Sadiq Jalal al-Azm (1934-2016)               | Filósofo                                    | Siria                |
| 2004 | Fatima Mernissi (1940-2015)                  | Escritora                                   | Marruecos            |
| 2004 | Abdulkarim Soroush (1945)                    | Filósofo                                    | Irán                 |
| 2005 | Simon Schaffer (1955)                        | Sociólogo                                   | Reino Unido          |
| 2005 | Steven Shapin (1955)                         | Historiador y sociólogo de la ciencia       | Estados Unidos       |
| 2006 | Pierre Bernard (1942)                        | Diseñador gráfico.                          | Francia              |
| 2007 | Péter Forgács (1950)                         | Director de cine                            | Hungría              |
| 2008 | Ian Buruma (1951)                            | Escritor y académico                        | Países Bajos         |
| 2009 | Antonio Cassese (1937-2011)                  | Jurista                                     | Italia               |
| 2009 | Benjamin Ferencz (1920)                      | Jurista                                     | Estados Unidos       |
| 2010 | José Antonio Abreu (1939-2018)               | Músico y educador                           | Venezuela            |
| 2011 | Joan Busquets (1946)                         | Arquitecto y urbanista                      | España               |
| 2012 | Daniel Dennett (1942)                        | Filósofo, escritor y científico cognitivo   | Estados Unidos       |
| 2013 | Jürgen Habermas (1929)                       | Filósofo y sociólogo                        | Alemania             |
| 2014 | Frie Leysen[1] (1950-2020)                   | Directora y conservadora                    | Bélgica              |
| 2015 | Comunidad de Wikipedia[2]                    | -                                           | -                    |
| 2016 | A. S. Byatt (1936)                           | Escritora                                   | Reino Unido          |
| 2017 | Michèle Lamont (1957)                        | Socióloga                                   | Canadá               |
| 2018 | Barbara Ehrenreich[3] (1941)                 | Activista                                   | Estados Unidos       |
| 2019 | John Adams (compositor)[4] (1947)            | Compositor de música                        | Estados Unidos       |
| 2020 | Cancelado por la pandemia de COVID-19        |                                             |                      |
| 2021 | Grayson Perry (1960)                         | Artista plástico y ceramista                | Reino Unido          |
| 2022 | David Grossman (1954)                        | Escritor                                    | Israel               |